# Mónaco en los Juegos Olímpicos de Pyeongchang 2018
Mónaco estuvo representado en los Juegos Olímpicos de Pyeongchang 2018 por cuatro deportistas, tres hombres y una mujer, que compitieron en dos deportes.
El portador de la bandera en la ceremonia de apertura fue el piloto de bobsleigh Rudy Rinaldi. El equipo olímpico monegasco no obtuvo ninguna medalla en estos Juegos.